# Collegio uninominale Piemonte - 01 (2017)
Il collegio elettorale uninominale Piemonte - 01 è stato un collegio elettorale uninominale della Repubblica Italiana per l'elezione del Senato tra il 2017 ed il 2022.

## Territorio
Come previsto dalla legge elettorale italiana del 2017, il collegio era stato definito tramite decreto legislativo all'interno della circoscrizione Piemonte.
Era formato dal territorio di 184 comuni: Agliè, Ala di Stura, Albiano d'Ivrea, Alice Superiore, Alpette, Andezeno, Andrate, Arignano, Azeglio, Bairo, Balangero, Baldissero Canavese, Baldissero Torinese, Balme, Banchette, Barbania, Barone Canavese, Bollengo, Borgaro Torinese, Borgiallo, Borgofranco d'Ivrea, Borgomasino, Bosconero, Brandizzo, Brosso, Brozolo, Brusasco, Burolo, Busano, Cafasse, Caluso, Candia Canavese, Canischio, Cantoira, Caravino, Carema, Casalborgone, Cascinette d'Ivrea, Caselle Torinese, Castagneto Po, Castellamonte, Castelnuovo Nigra, Castiglione Torinese, Cavagnolo, Ceres, Ceresole Reale, Chialamberto, Chiaverano, Chieri, Chiesanuova, Chivasso, Ciconio, Cintano, Cinzano, Cirié, Coassolo Torinese, Colleretto Castelnuovo, Colleretto Giacosa, Corio, Cossano Canavese, Cuceglio, Cuorgnè, Favria, Feletto, Fiano, Fiorano Canavese, Foglizzo, Forno Canavese, Frassinetto, Front, Gassino Torinese, Germagnano, Groscavallo, Grosso, Ingria, Issiglio, Ivrea, Lanzo Torinese, Lauriano, Leini, Lemie, Lessolo, Levone, Locana, Lombardore, Loranzè, Lugnacco, Lusigliè, Maglione, Mappano, Marentino, Mathi, Mazzè, Mercenasco, Meugliano, Mezzenile, Mombello di Torino, Monastero di Lanzo, Montaldo Torinese, Montalenghe, Montalto Dora, Montanaro, Monteu da Po, Moriondo Torinese, Noasca, Nole, Nomaglio, Oglianico, Orio Canavese, Ozegna, Palazzo Canavese, Parella, Pavarolo, Pavone Canavese, Pecco, Perosa Canavese, Pertusio, Pessinetto, Pino Torinese, Piverone, Pont Canavese, Prascorsano, Pratiglione, Quagliuzzo, Quassolo, Quincinetto, Ribordone, Riva presso Chieri, Rivalba, Rivara, Rivarolo Canavese, Rivarossa, Robassomero, Rocca Canavese, Romano Canavese, Ronco Canavese, Rondissone, Rueglio, Salassa, Salerano Canavese, Samone, San Benigno Canavese, San Carlo Canavese, San Colombano Belmonte, San Francesco al Campo, San Giorgio Canavese, San Giusto Canavese, San Martino Canavese, San Maurizio Canavese, San Mauro Torinese, San Ponso, San Raffaele Cimena, San Sebastiano da Po, Scarmagno, Sciolze, Settimo Rottaro, Settimo Torinese, Settimo Vittone, Sparone, Strambinello, Strambino, Tavagnasco, Torrazza Piemonte, Torre Canavese, Trausella, Traversella, Traves, Usseglio, Vallo Torinese, Valperga, Valprato Soana, Varisella, Vauda Canavese, Verolengo, Verrua Savoia, Vestignè, Vialfrè, Vico Canavese, Vidracco, Villanova Canavese, Villareggia, Vische, Vistrorio, Viù.
Il collegio era parte del collegio plurinominale Piemonte - 01.

## Eletti
| Elezione | Elezione | Senatore                  | Partito      |
| -------- | -------- | ------------------------- | ------------ |
|          | 2018     | Maria Virginia Tiraboschi | Forza Italia |

## Dati elettorali

### XVIII legislatura
Come previsto dalla legge elettorale, 116 senatori erano eletti con sistema a maggioranza relativa in altrettanti collegi uninominali a turno unico.
| Candidati              | Candidati                           | Voti    | %     | Liste                    | Voti    | %     |
| ---------------------- | ----------------------------------- | ------- | ----- | ------------------------ | ------- | ----- |
|                        | Maria Virginia Tiraboschi ✔️ Eletto | 119 610 | 39,49 | Lega                     | 67 793  | 22,38 |
| Forza Italia           | Maria Virginia Tiraboschi ✔️ Eletto | 119 610 | 39,49 | 39 771                   | 13,13   |       |
| Fratelli d'Italia      | Maria Virginia Tiraboschi ✔️ Eletto | 119 610 | 39,49 | 10 198                   | 3,37    |       |
| Noi con l'Italia - UDC | Maria Virginia Tiraboschi ✔️ Eletto | 119 610 | 39,49 | 1 848                    | 0,61    |       |
|                        | Pino Masciari                       | 85 901  | 28,36 | Movimento 5 Stelle       | 85 901  | 28,36 |
|                        | Alberto Avetta                      | 75 370  | 24,89 | Partito Democratico      | 62 587  | 20,67 |
| +Europa                | Alberto Avetta                      | 75 370  | 24,89 | 10 493                   | 3,46    |       |
| Civica Popolare        | Alberto Avetta                      | 75 370  | 24,89 | 1 221                    | 0,40    |       |
| Italia Europa Insieme  | Alberto Avetta                      | 75 370  | 24,89 | 1 069                    | 0,35    |       |
|                        | Aldo Corgiat Loia                   | 10 811  | 3,57  | Liberi e Uguali          | 10 811  | 3,57  |
|                        | Adriana Messa                       | 3 028   | 1,00  | CasaPound                | 3 028   | 1,00  |
|                        | Benedetto Mallevadore               | 2 862   | 0,95  | Potere al Popolo!        | 2 862   | 0,95  |
|                        | Rossano Giorello                    | 1 887   | 0,62  | Il Popolo della Famiglia | 1 887   | 0,62  |
|                        | Nicola Giovanni Romania             | 1 111   | 0,37  | Partito Valore Umano     | 1 111   | 0,37  |
|                        | Maria Antonietta Di Leo             | 1 109   | 0,37  | Italia agli Italiani     | 1 109   | 0,37  |
|                        | Monica Camoletto                    | 935     | 0,31  | Grande Nord              | 935     | 0,31  |
|                        | Paola Parrotta                      | 233     | 0,08  | PRI - ALA                | 233     | 0,08  |
| Totale                 | Totale                              | 302 857 | 100   |                          | 302 857 | 100   |
|                        |                                     |         |       |                          |         |       |
| Voti non validi        | Voti non validi                     | 11 896  | 3,78  |                          |         |       |
| Votanti                | Votanti                             | 314 753 | 76,24 |                          |         |       |
| Elettori               | Elettori                            | 412 836 |       |                          |         |       |